# Театральная площадь им. Лхасарана Линховоина
Театральная площадь — парадная, пешеходная площадь города Улан-Удэ со светомузыкальным фонтаном посередине. Расположена между зданиями Бурятского театра оперы и балета с южной стороны, Домом радио и 8-м корпусом Бурятского госуниверситета с северной стороны. С запада расположена улица Ранжурова с примыкающей парковкой, с востока — улица Ленина. Через площадь проходит улица Ербанова, которая делится ею на западную и восточную части.

## Галерея

Театральная площадь
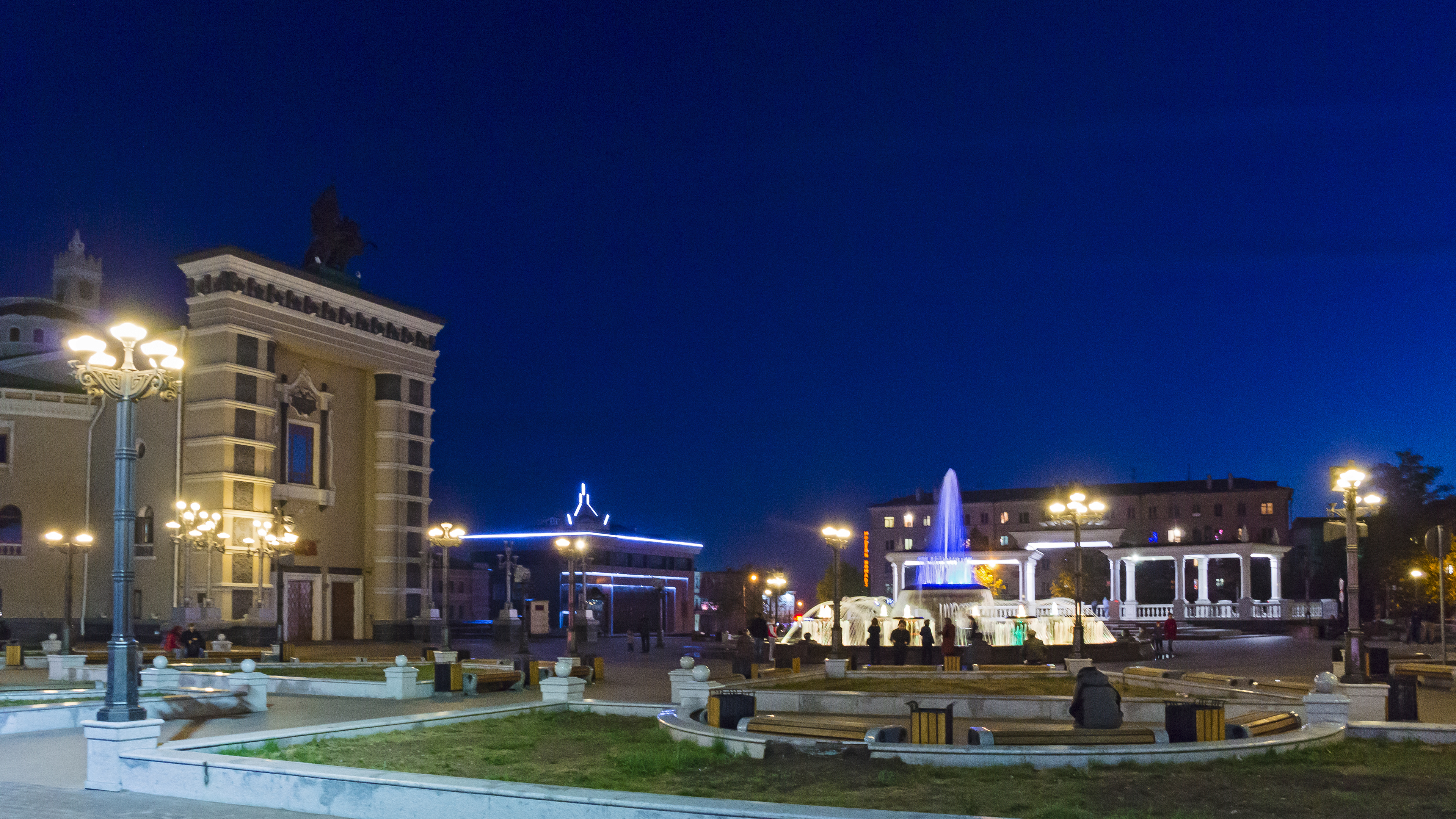
Вечерняя иллюминация
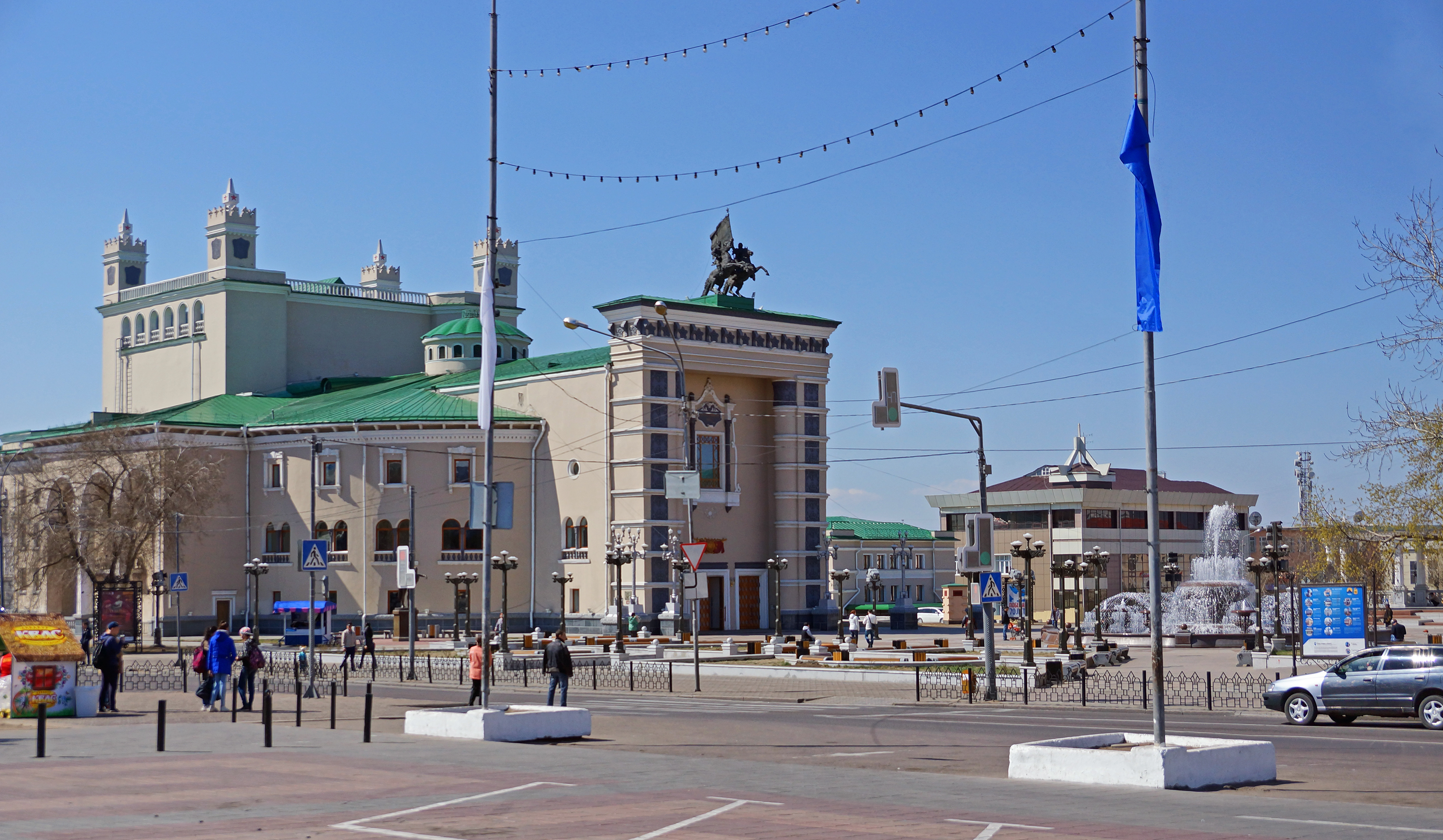
Панорама
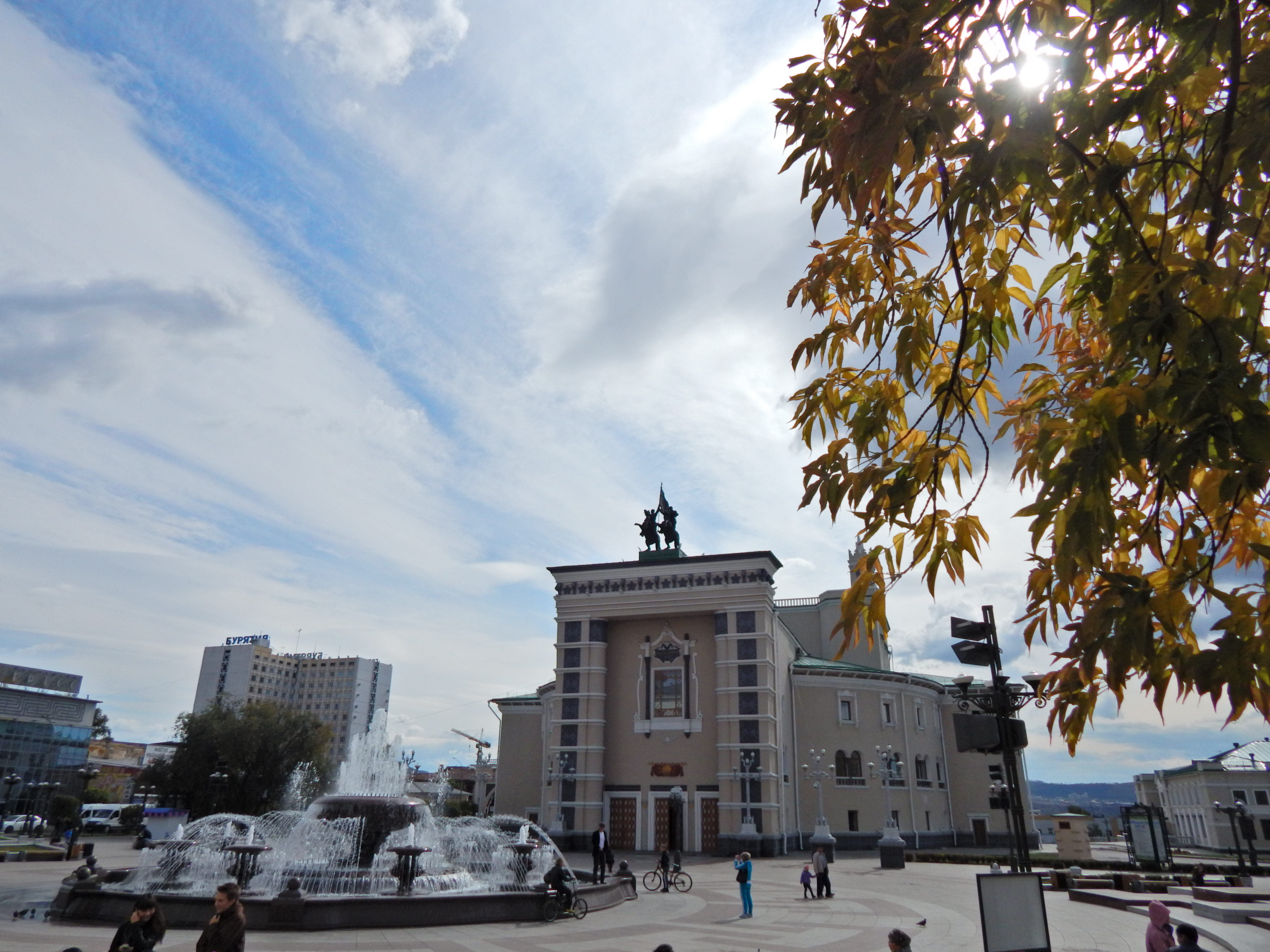
Театр оперы и балета
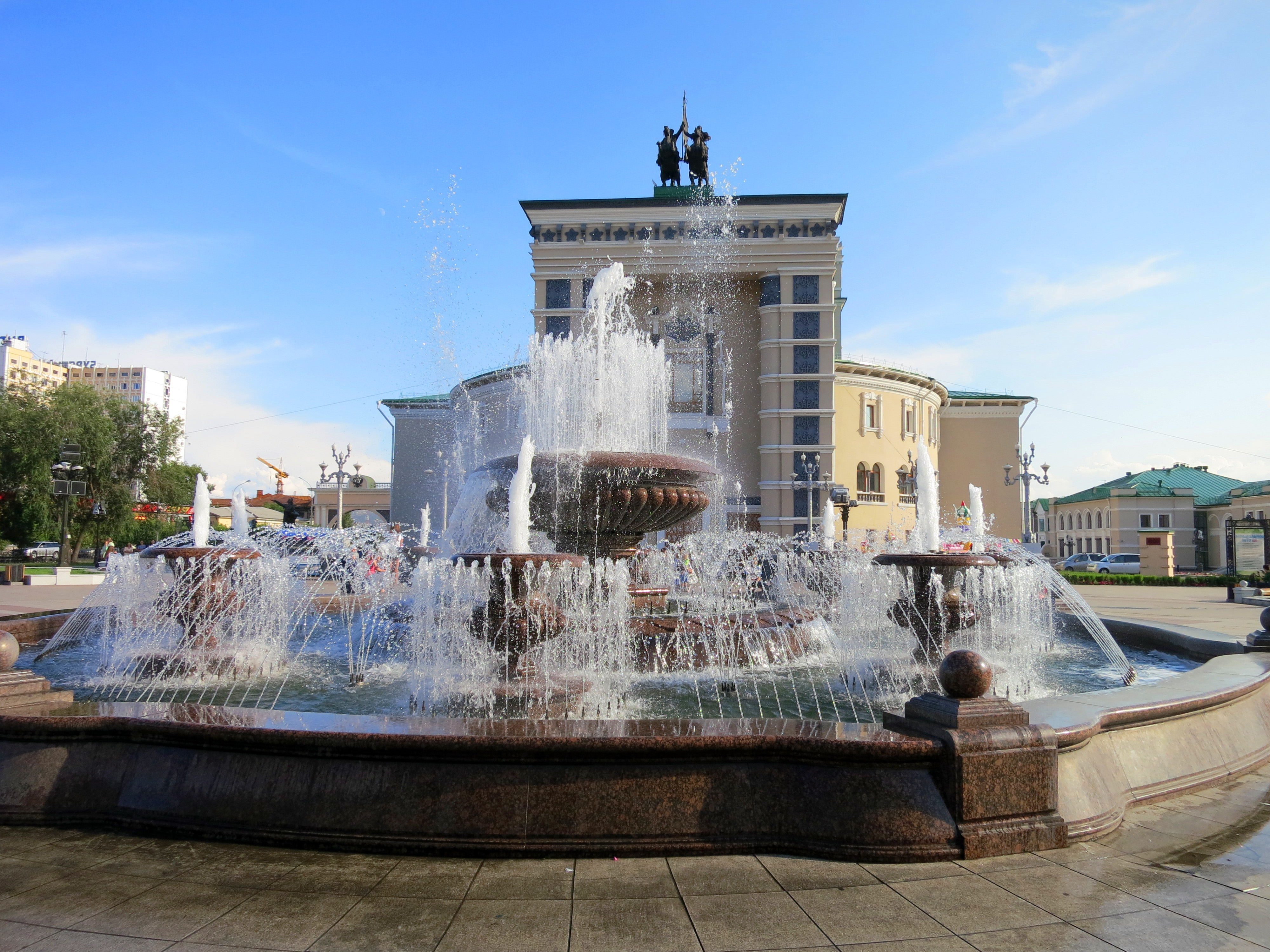
Фонтан
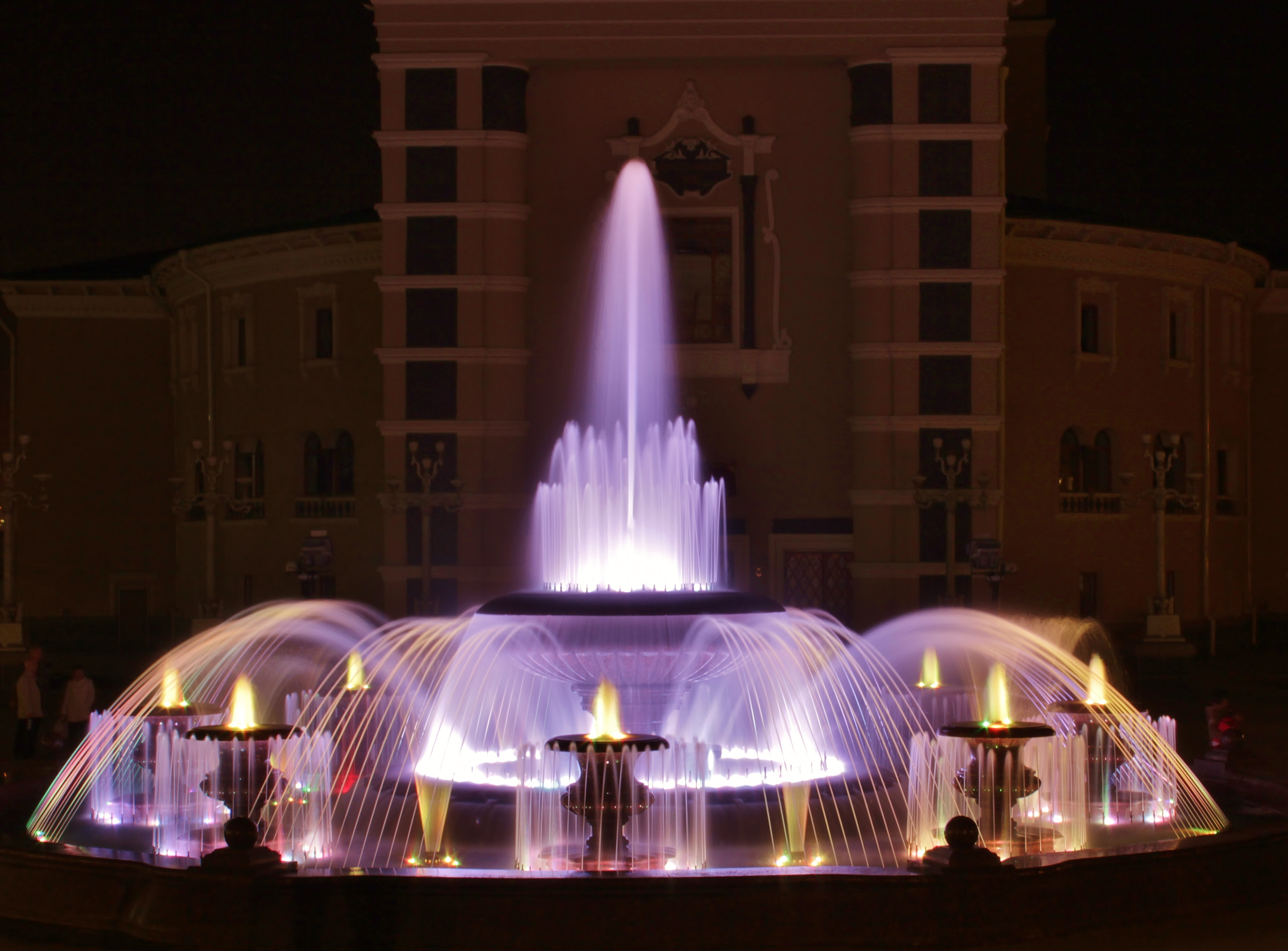
Светомузыкальный фонтан перед фасадом театра
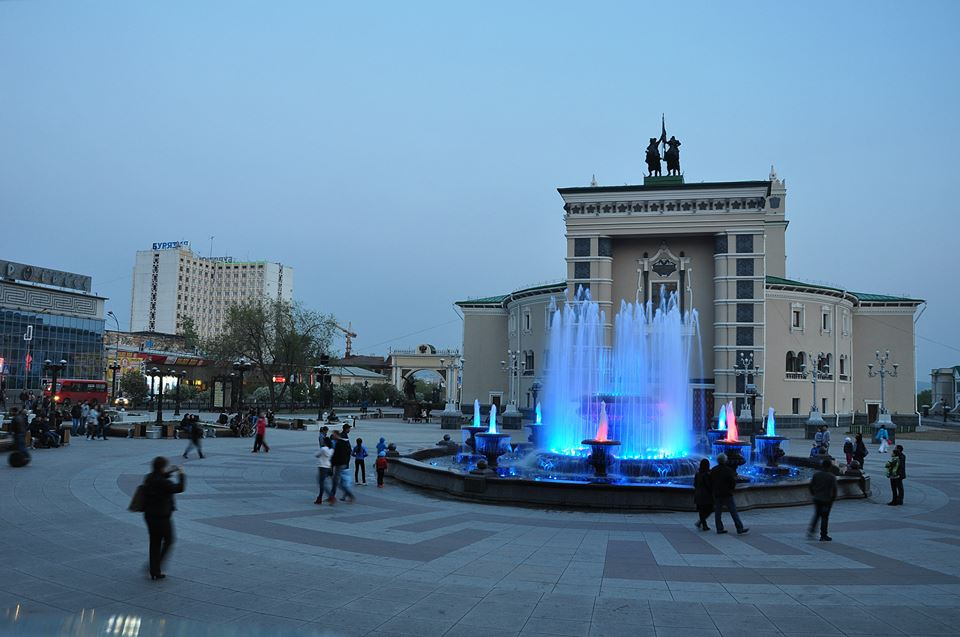
Светомузыкальный фонтан